# Président de la république du Botswana
Le président de la république du Botswana (en anglais : President of the Republic of Botswana) est le chef de l'État et de gouvernement du Botswana. En sa qualité de président il est également le commandant en chef de la force de défense du Botswana, selon la constitution de 1966.

## Histoire
Lors de l'accession du Botswana à l'indépendance, le 30 septembre 1966, Seretse Khama, Premier ministre depuis 1965 et chef du Parti démocratique du Botswana (BDP), devient le premier président du pays et le demeure jusqu'à sa mort en 1980. Depuis cette date, quatre hommes lui ont succédé, tous également membre du BDP.

## Élection
Le président de la république est élu au scrutin indirect pour un mandat de cinq ans par les membres de l'Assemblée nationale. Depuis 1997, la durée des fonctions est limitée à dix ans, qu'ils soient consécutifs ou non. Son mandat est lié à celui de l'assemblée, la constitution imposant qu'une nouvelle élection présidentielle ait lieu après chaque renouvellement de l'assemblée par des élections législatives, mettant ainsi fin au mandat présidentiel en cours.
Lors de la campagne pour les élections législatives, chaque personne qui se présente doit indiquer lors du dépôt de sa candidature le candidat qu'elle soutient pour le poste de président de la République. Le candidat qui obtient le soutien de la majorité absolue du total des députés élus au suffrage universel est automatiquement désigné président. Si un parti ou une coalition obtient la majorité absolue aux législatives, son candidat devient ainsi président sans qu'un vote indirect ne soit organisé. Dans la pratique, les législatives étant organisées au scrutin uninominal majoritaire à un tour, le président de la république est le plus souvent le chef du parti majoritaire à l'Assemblée nationale.
Dans le cas où aucun candidat n'obtient cette majorité, l'Assemblée nationale élit au suffrage indirect et secret le président à la majorité absolue du total des députés, parmi les candidats ayant obtenu le soutien d'au moins dix députés. Si après trois tours de scrutin, aucun candidat n'a été élu, deux tours supplémentaires peuvent être organisé à la condition que le président de l'assemblée l'autorise, s'il estime que l'élection d'un candidat reste possible. A défaut, où si la totalité des tours sont infructueux, l'Assemblée est dissoute et de nouvelles élections législatives sont organisées.

## Succession
En cas de vacance de la fonction, le vice-président devient président et achève le mandat en cours.